# جورجي نيجريا
جورجي نيجريا (بالرومانية: Gheorghe Negrea)‏ (21 أبريل 1934 – 2001) هو ملاكم روماني راحل، مثّل بلاده في الألعاب الأولمبية الصيفية 1956 وحقق الميدالية الفضية في فئة وزن الذبابة الثقيل الخفيف.

## روابط خارجية
جورجي نيجريا على موقع بوكس ريك (الإنجليزية) (registration required)
- جورجي نيجريا على موقع أوليمبيديا (الإنجليزية)
- جورجي نيجريا على موقع اللجنة الأولمبية الرومانية (الرومانية)